# Nog twee aquarellen
Nog twee aquarellen is een hoorspel van Hermann Stahl. Noch 2 Aquarelle bis zum Ersten werd op 18 september 1968 door de Saarländischer Rundfunk uitgezonden. Manfred Boekhof vertaalde het en de NCRV zond het uit op vrijdag 9 januari 1970. De regisseur was Ab van Eyk. Het hoorspel duurde 86 minuten.

## Rolbezetting
- Jan Borkus (Rolf)
- Frans Kokshoorn (kunsthandelaar)
- Rolien Numan (moeder van Rolf)
- Elly den Haring (Renate)
- Ingeborg Uyt den Boogaard (Rosie, zuster van Rolf)
- Dick Scheffer (vader van Renate)
- Jaap Hoogstraten (Franz)
- Piet Ekel (inspecteur)
- Kommer Kleijn (professor Glober)
- Dogi Rugani (moeder van Renate)
- Paul Deen (professor Berking)
- Maarten Kapteijn (eigenaar van bioscoop)
- Hans Veerman (Herbert)
- Hans Karsenbarg & Cees van Ooyen (nazibonzen)
- Egon Verhoeff (een ober)
- Frans Vasen (een minister)
- Donald de Marcas (een bezoeker)
- Egon Verhoeff (een compagniescommandant)
- Hetty Berger (Else)
- Gerard Doting (Werner)
- Piet Ekel (Rickert)
- Floor Koen, Johan te Slaa & Jan Wegter (schilders)

## Inhoud
De auteur schetst het portret van een middelmatig mens, van een ooit succesrijke schilder. De menselijke en artistieke middelmatigheid maken het hem mogelijk in de jaren van de Hitlertijd carrière te maken en aanzien te verwerven. Na de oorlog maken diezelfde eigenschappen van hem een verarmde kunstschilder die op bestelling aquarellen naar prentbriefkaarten levert. Zijn monoloog der herinnering, die door talrijke scènes onderbroken wordt, legt de psychische mechanismen bloot die bij het beeld van de noodlottige middelmatigheid behoren: zwakte en opportunisme, gemakzucht en aanpassingsvermogen, oneerlijkheid tegenover zichzelf en de anderen, onderworpenheid, eigengereidheid en onoordeelkundig volharden in een permanent zelfbedrog…